# Alexander von Glasenapp

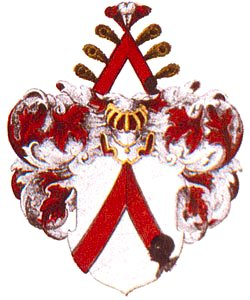
Wappen der Familie von Glasenapp

Alexander von Glasenapp (* 1793; † 18. April 1866) war ein russischer Generalleutnant.

## Leben

### Familie
Glasenapp entstammte einer alten adligen Offiziersfamilie mit Zweigen in Pommern und dem Baltikum. Seine Eltern waren Georg Johann von Glasenapp, General und Generalgouverneur von Westsibirien, und Theophila von Kreganowska. Sein Sohn Georg von Glasenapp (1850–1918) war ebenfalls russischer Generalleutnant.
Alexander studierte in Heidelberg, er soll neun Sprachen geläufig gesprochen haben, sehr begabt und dabei überaus lebenslustig und leichtlebig gewesen sein. In seiner Jugend kam er nach Italien, verliebte sich dort in eine italienische Prinzessin und wurde ihr zuliebe katholisch. Später heiratete er die Polin Maria von Bogaeffska, ließ aber seine Nachkommen evangelisch taufen.

### Militärkarriere
Er wurde am 14. Mai 1806 Page, am 13. September 1809 Kammerpage, am 3. Dezember 1810 Fähnrich bei der Leibgarde des Semenowschen-(Dragoner-)Regiments, am 28. September 1813 Leutnant, am 31. Januar 1816 Adjutant bei dem Generalleutnant von Bachmetjew, am 29. September 1816 Stabskapitän, am 4. Mai 1819 Kapitän, dann Major, am 17. Mai 1823 Oberstleutnant, am 22. Februar 1826 Oberst, am 1. Januar 1834 Generalmajor und am 23. März 1847 Generalleutnant. Er machte 1812, 1813 und 1814 den Feldzug gegen die Franzosen, 1828 gegen die Türken, 1831 den Polnischen Krieg und 1849 die Ungarische Kampagne mit. Wegen einer eigenmächtigen Unternehmung im Krieg in Ungarn musste er von dem Kommando seiner Division zurücktreten, lebte dann in Warschau, Paris und in Amerika. Er verstarb 1866 als Generalleutnant a. D. verstorben.

## Orden
- Orden des Heiligen Wladimir 3. Klasse (1830)
- Russischer Orden des Heiligen Georg 4. Klasse (1833)
- Sankt-Stanislaus-Orden 1. Klasse (1837)
- Russischer Orden der Heiligen Anna 1. Klasse (1839)